# Karol Rosa
Karolline Rosa Cavedo (Vila Velha, Espírito Santo, Brasil, 30 de diciembre de 1994) es una artista marcial mixta brasileña que compite en la división de peso gallo de Ultimate Fighting Championship. Desde el 3 de octubre de 2022 es la número 9 en la clasificación de peso gallo femenino de la UFC.

## Carrera en las artes marciales mixtas

### Inicios
Comenzando su carrera en 2012, compiló un récord de 11-3 luchando para una amplia variedad de promociones regionales brasileñas, más notablemente luchando por el Campeonato de Peso Pluma de Watch Out Combat Show contra la finalista de la Professional Fighters League Larissa Pacheco, que perdió por sumisión.

### Ultimate Fighting Championship
Debutó en la UFC contra Lara Procópio el 31 de agosto de 2019 en UFC Fight Night: Andrade vs. Zhang. Ganó el combate por decisión dividida.
Se enfrentó a Vanessa Melo en el 11 de julio de 2020 en UFC 251. Melo pesó 141 libras, cinco libras por encima del límite del combate de peso gallo sin título. Ganó el combate por decisión unánime.
Se esperaba que se enfrentara a Sijara Eubanks el 5 de septiembre de 2020 en UFC Fight Night: Overeem vs. Sakai. Sin embargo, se retiró el 3 de septiembre debido a complicaciones relacionadas con su corte de peso.
Se esperaba que se enfrentara a Nicco Montaño el 6 de febrero de 2021 en UFC Fight Night: Overeem vs. Volkov. Sin embargo, en las semanas previas al combate, Montaño fue retirada del evento por razones no reveladas y sustituida por Joselyne Edwards. Ganó el combate por decisión unánime.
Se esperaba que se enfrentara a Sijara Eubanks el 12 de junio de 2021 en UFC 263. Sin embargo, se retiró de la pelea a finales de mayo citando una lesión. A su vez, Eubanks fue retirada de la cartelera para enfrentarse en su lugar a Priscila Cachoeira seis semanas más tarde en UFC Fight Night: Smith vs. Spann.
Se enfrentó a Bethe Correia el 2 de octubre de 2021 en UFC Fight Night: Santos vs. Walker. En el pesaje, Correia pesó 138.5 libras, dos libras y media por encima del límite del combate de peso gallo femenino sin título. El combate continuó en el peso acordado y Correia fue multada con un 20% que fue a parar a Rosa. Ganó el combate por decisión unánime.
Se enfrentó a Sara McMann el 26 de marzo de 2022 en UFC on ESPN: Blaydes vs. Daukaus. Perdió el combate por  decisión unánime.
Se enfrentó a Lina Länsberg el 22 de octubre de 2022 en UFC 280. Ganó el combate por decisión mayoritaria.

## Campeonatos y logros
- Ultimate Fighting Championship
  - Pelea de la Noche (Una vez) vs. Irene Aldana
  - Récord de mayor número patadas en las piernas en una sola pelea de UFC (95) vs. Irene Aldana

## Récord en artes marciales mixtas
| Resultado | Récord | Oponente         | Método                                     | Evento                                 | Fecha                    | Ronda | Tiempo | Localización        | Notas                                                                       |
| --------- | ------ | ---------------- | ------------------------------------------ | -------------------------------------- | ------------------------ | ----- | ------ | ------------------- | --------------------------------------------------------------------------- |
| Victoria  | 18-6   | Pannie Kianzad   | Decisión (unánime)                         | UFC on ESPN: Tybura vs. Spivac 2       | 10 de agosto de 2024     | 3     | 5:00   | Las Vegas, Nevada   |                                                                             |
| Derrota   | 17-6   | Irene Aldana     | Decisión (unánime)                         | UFC 296                                | 16 de diciembre de 2023  | 3     | 5:00   | Las Vegas, Nevada   |                                                                             |
| Victoria  | 17-5   | Yana Santos      | Decisión (dividida)                        | UFC on ESPN: Strickland vs. Magomedov  | 1 de julio de 2023       | 3     | 5:00   | Las Vegas, Nevada   |                                                                             |
| Derrota   | 16-5   | Norma Dumont     | Decisión (unánime)                         | UFC Fight Night: Pavlovich vs. Blaydes | 22 de abril de 2023      | 3     | 5:00   | Las Vegas, Nevada   |                                                                             |
| Victoria  | 16-4   | Lina Länsberg    | Decisión (mayoritaria)                     | UFC 280                                | 22 de octubre de 2022    | 3     | 5:00   | Abu Dhabi           | A Rosa se le descontó 1 punto en el segundo asalto por un rodillazo ilegal. |
| Derrota   | 15-4   | Sara McMann      | Decisión (unánime)                         | UFC Fight Night: Blaydes vs. Daukaus   | 26 de marzo de 2022      | 3     | 5:00   | Columbus, Ohio      |                                                                             |
| Victoria  | 15-3   | Bethe Correia    | Decisión (unánime)                         | UFC Fight Night: Santos vs. Walker     | 2 de octubre de 2021     | 3     | 5:00   | Las Vegas, Nevada   | Combate de peso acordado (138.5 libras); Correia no alcanzó el peso.        |
| Victoria  | 14-3   | Joselyne Edwards | Decisión (unánime)                         | UFC Fight Night: Overeem vs. Volkov    | 6 de febrero de 2021     | 3     | 5:00   | Las Vegas, Nevada   |                                                                             |
| Victoria  | 13-3   | Vanessa Melo     | Decisión (unánime)                         | UFC 251                                | 11 de julio de 2020      | 3     | 5:00   | Abu Dhabi           | Combate de peso acordado (141 libras); Melo no cumplió con el peso.         |
| Victoria  | 12-3   | Lara Procópio    | Decisión (dividida)                        | UFC Fight Night: Andrade vs. Zhang     | 31 de agosto de 2019     | 3     | 5:00   | Shenzhen            |                                                                             |
| Victoria  | 11-3   | Gisele Moreira   | TKO (puñetazos)                            | HCC The Start 4                        | 19 de abril de 2019      | 3     | 4:21   | São Paulo           |                                                                             |
| Victoria  | 10-3   | Tamires Vidal    | Sumisión (estrangulamiento del brazo)      | MMA Brutus 1                           | 24 de marzo de 2019      | 3     | 1:40   | Río de Janeiro      |                                                                             |
| Derrota   | 9-3    | Melissa Gatto    | Sumisión (kimura)                          | Nação Cyborg 3                         | 29 de septiembre de 2018 | 1     | 4:19   | Curitiba            | Regreso al peso gallo.                                                      |
| Victoria  | 9-2    | Tamara Leorde    | TKO (retiro)                               | FK MMA: Favela Kombat 29               | 16 de junio de 2018      | 3     | 2:18   | Río de Janeiro      |                                                                             |
| Derrota   | 8-2    | Larissa Pacheco  | Sumisión (estrangulamiento por guillotina) | Watch Out Combat Show 49               | 24 de marzo de 2018      | 2     | 2:59   | Río de Janeiro      | Por el vacante Campeonato de Peso Pluma de WOCS.                            |
| Victoria  | 8-1    | Nayara Rodrigues | TKO (parada médica)                        | Buzios Fight Night                     | 26 de agosto de 2017     | 2     | 5:00   | Búzios              | Combate de peso gallo.                                                      |
| Victoria  | 7-1    | Diana Morais     | Sumisión (barra de brazo)                  | New Corpore Extreme 16: NCE Ladies     | 15 de julio de 2017      | 2     | 4:20   | Río Bonito          | Debut en el peso pluma.                                                     |
| Victoria  | 6-1    | Sidy Rocha       | Decisión (unánime)                         | Curitiba Top Fight 11: Girls' Night    | 1 de julio de 2017       | 3     | 5:00   | Curitiba            | Combate de peso acordado (141 libras).                                      |
| Derrota   | 5-1    | Gisele Moreira   | Decisión (mayoritaria)                     | Aspera FC 50                           | 18 de marzo de 2017      | 3     | 5:00   | São José do Calçado |                                                                             |
| Victoria  | 5-0    | Mariana Morais   | Decisión (unánime)                         | The Start Combat 4                     | 17 de diciembre de 2016  | 3     | 5:00   | Vila Velha          |                                                                             |
| Victoria  | 4-0    | Jéssica Andrade  | Decisión (unánime)                         | Capixaba Fight                         | 13 de septiembre de 2014 | 3     | 5:00   | Guarapari           |                                                                             |
| Victoria  | 3-0    | Mylena Duarte    | TKO (puñetazos y rodillazos)               | Haidar Capixaba Combat 13              | 7 de septiembre de 2013  | 1     | 0:39   | Vila Velha          |                                                                             |
| Victoria  | 2-0    | Tatiane Aguiar   | Decisión (unánime)                         | Haidar Capixaba Combat 11              | 15 de septiembre de 2012 | 3     | 5:00   | Vitória             |                                                                             |
| Victoria  | 1-0    | Thiara Borgth    | Decisión (unánime)                         | Haidar Capixaba Combat 9               | 16 de marzo de 2012      | 3     | 5:00   | Vitória             | Debut en el peso gallo.                                                     |